# 프리즈마
프리즈마(Prisma)는 신경망과 인공 지능을 사용하여 이미지를 예술적인 효과로 변환하는 사진 편집 응용 프로그램이다. 이 앱은 Alexey Moiseenkov (러시아어 : Алексей Моисеенков), Oleg Poyaganov, Ilya Frolov, Andrey Usoltsev에 의해 공동 제작되었으며 2016년 6월 무료로 애플 앱스토어에서 배포되었다. Google Play에서 2016년 7월 24일에 공개되었다.

## 역사
이 앱은 Alexey Moiseenkov가 주축이된 모스크바에 위치한 프리즈마 연구소에서 제작되었다. Moiseenkov는 이전에 Mail.Ru에서 개발자로 일했으며 프리즈마 개발을 위해 직장에서 퇴직하였다. 앱을 구동하는 알고리즘은 오픈 소스 프로그래밍과 DeepArt의 알고리즘에 기반한다.

## 기능
사용자는 그림을 업로드하고 다양한 필터를 선택하여 그림을 예술적 효과로 변형 할 수 있다. 출시 당시 앱은 20가지 필터를 제공했다. 이미지 렌더링은 Prisma labs 서버에서 이루어지며 신경 네트워크와 인공 지능을 사용하여 예술적 효과를 추가한다. 다른 사진 편집 앱과 달리 Prisma는 이미지 위에 레이어를 삽입하지 않고 다른 레이어를 거치면서 이미지를 다시 만들어 이미지를 렌더링한다.